# St. Pancras International station
St. Pancras International, även känd som London St Pancras eller endast St Pancras, är en centralstation som ligger på Euston Road i området London Borough of Camden i centrala London. 
Stationen är känd för sin viktorianska arkitektur. Den ligger mellan British Library, King's Cross station och Regent's Canal. Stationen invigdes 1868 av Midland Railway då St Pancras var den sydliga ändstationen av sin bolagets huvudlinje som förband London med East Midlands och Yorkshire. 
Efter att ha undgått en planerad rivning på 1960-talet, renoverades komplexet och stationen byggdes ut mellan åren 2001 och 2007. Kostnaden för detta uppgick till 800 miljoner pund. Invigningen skedde med en ceremoni i närvaro av drottning Elizabeth II. Ett säkerhetsförseglat terminalområde konstruerades för Eurostar som skulle köra turer ner till Kontinentaleuropa via High Speed 1 och Kanaltunneln, med plattformar för inhemska tåg till nordliga till sydöstra England. Den restaurerade stationen har 15 plattformar, ett köpcentrum och betjänas av stationen King's Cross St. Pancras i Londons tunnelbana. St Pancras ägs av London and Continental Railways (LCR) och förvaltas av Network Rail (High Speed), ett dotterbolag till Network Rail.

## Bakgrund

### Översikt

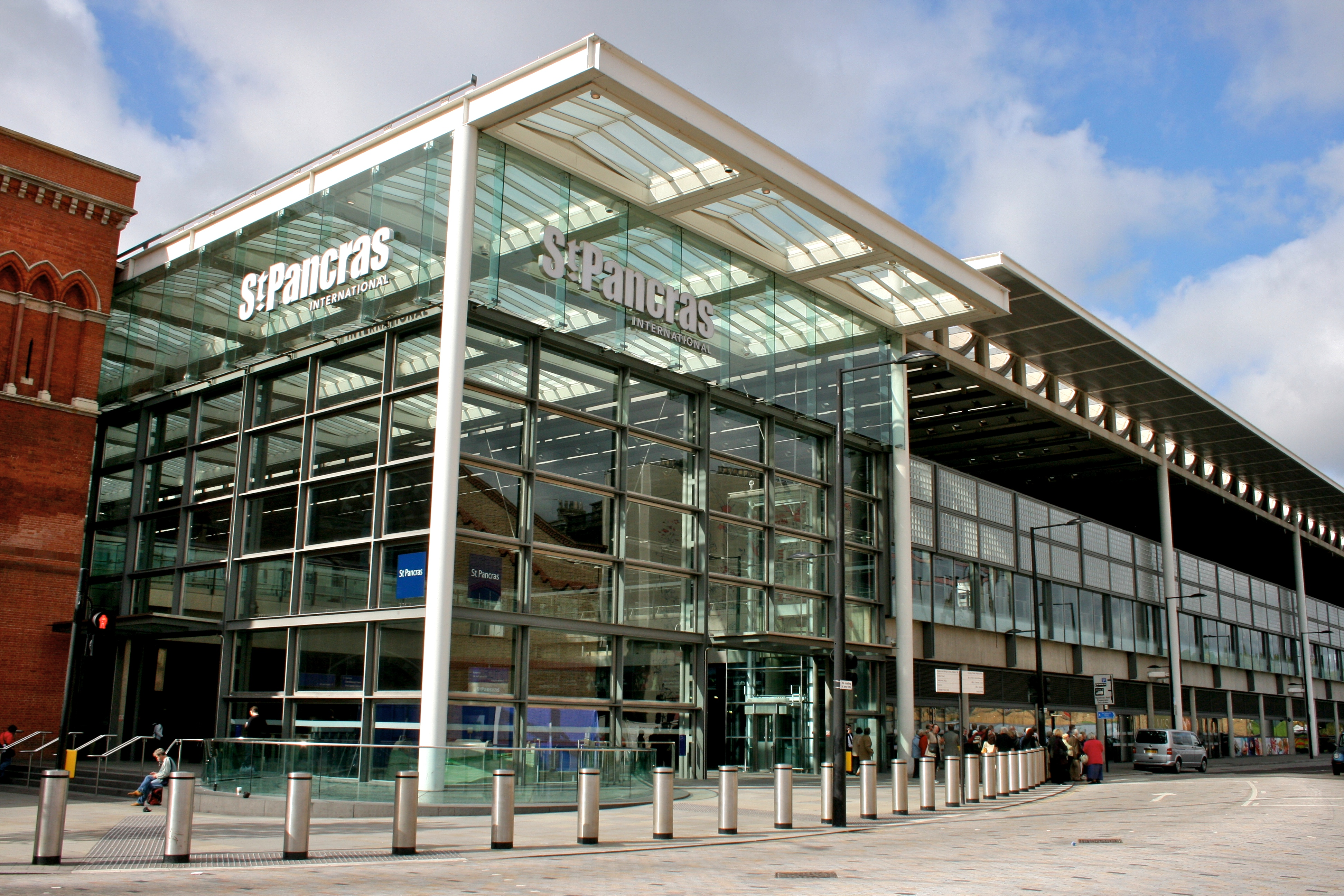
Östra sidoingången från Pancras Road (2009).

Stationen är slutstation för East Midlands Train från London till Derby, Leicester, Nottingham, Sheffield och mindre orter på vägen, och för Eurostars höghastighetståg till Paris, Bryssel och Lille. Thameslink kör tåg på underjordiska plattformar, söderut till Gatwick flygplats och Brighton och norrut till Luton Airport Parkway för Lutons flygplats och Bedford. Snabbtåg till Kent som drivs av Southeastern, inleddes i december 2009.
St. Pancras banhall, som stod färdig 1868 av ingenjören William Henry Barlow, var den största enkelspända byggnad som byggdes upp under den här tiden. Stationens fasad, som har byggts av det tidigare Midland Grand Hotel är designad av George Gilbert Scott. Fasaden är ett exempel på viktoriansk-gotisk arkitektur som nu upptas av det femstjärniga Renaissance London Hotel och lägenheter.

### Plats
St. Pancras avgränsas av den livliga gatan Euston Road. I väster är den ursprungliga stationen begränsad av Midland Road med British Library på andra sidan gatan. Öster om stationen ligger Pancras Road som ligger mittemot King's Cross station. Den nyare norra halvan av stationen begränsas i öster av Camley Street, med Camley Street Natural Park tvärs över vägen. I nordost ligger Kings Cross Central, tidigare känd som Railway Lands som är ett komplex av korsande järnvägslinjer och Regent's Canal.

### Plattformarna
St Pancras plattformar är indelade i fyra kategorier på två nivåer. Plattformarna under mark är heter A & B, medan de andra tre kategorierna av plattformarna ligger ovanför mark. Där finns de lokala plattformarna 1-4 och 11-13 och internationella plattformarna 5-10. Plattformarna A & B trafikerar Thameslink ifrån, 1-4 ansluter till Midland Main Line, medan plattformarna 11-13 leder till High Speed 1. Det finns ingen förbindelse mellan Midland Main Line och High Speed 1, utom underhållssidospår utanför stationen.
De internationella plattformarna 5-10 som används av Eurostar är betydligt längre än de andra plattformarna.
| Plattformar | Beteckning        | Operatör             | Destinationer                                                                                        |
| ----------- | ----------------- | -------------------- | --- |
| 1–4         | MML Domestic      | East Midlands Trains | Corby, Market Harborough, Leicester, Nottingham, Derby, Sheffield, Leeds t.ex.                       |
| 5–10        | HS1 International | Eurostar             | Lille, Paris och Bryssel                                                                             |
| 11–13       | HS1 Domestic      | Southeastern         | Chatham, Faversham, Ashford, Folkestone, Dover, Ramsgate och Margate                                 |
| A, B        | Thameslink        | Thameslink           | North till St Albans, Luton och Bedford South till Sutton, Sevenoaks, Gatwick flygplats och Brighton |

## Historia

### Behovet av en ny station
Stationen beställdes av bolaget Midland Railway. Före 1860-talet hade bolaget ett nätverk av linjer i Midlands, och i södra och västra Yorkshire och Lancashire, men ingen rutt till London. Fram till 1857 hade bolaget ingen egen linje i London och använde London and North Western Railway för tåg till London, men efter 1857 gav bolaget Leicester and Hitchin Railway tillgång till London via Great Northern Railway.
År 1862 hade trafik för världsutställningen i London lidit omfattande förseningar på sträckan till London på Great Northern Railways spår, och vägen in till London via London and North Western Railway var också överbelastad med koltåg som använde linjen i Rugby och på andra håll, och det var ett effektivt trafikkaos. Detta var anledningen för Midland Railway, att bygga sin egen järnväg från Bedford till London.  Byggandet av den 49,75 mile (80 km) långa järnvägen inleddes i oktober 1862.

### Gruppering, nationalisering & privatisering

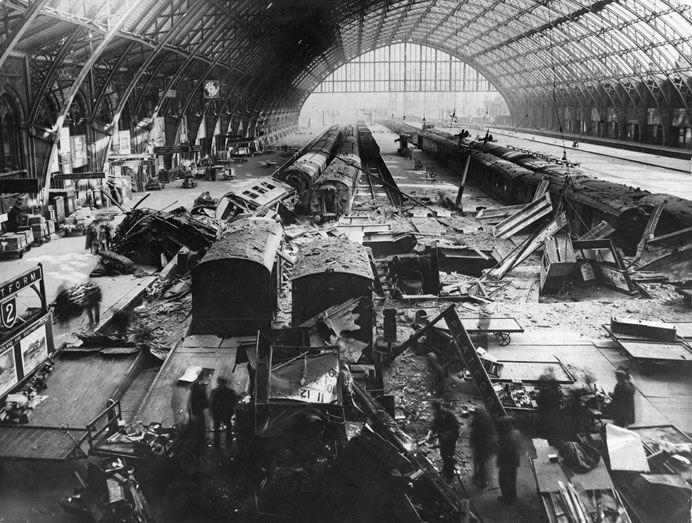
St Pancras blev bombad under andra världskriget.

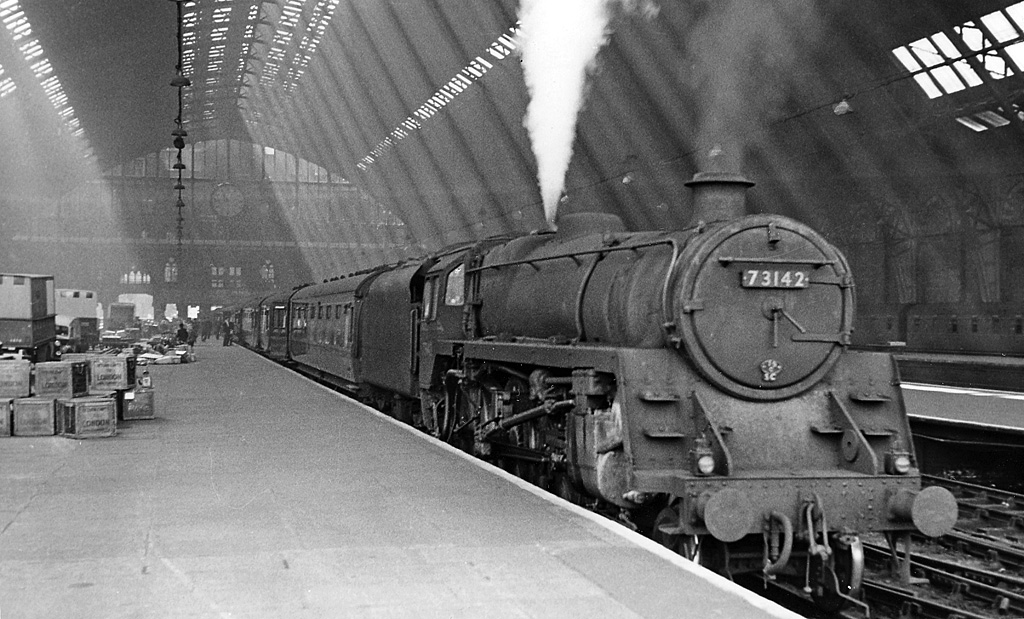
Ett expresståg på väg till Leicester 1957.

Vid järnvägsbeslutet 1921 tvingades Midlands Railway en sammanslagning med London and North Western Railway (LNWR) till London, Midland and Scottish Railway (LMS), och det nya bolaget flyttade sin centralstation till Euston station. Midland Grand Hotel stängdes 1935, och byggnaden användes därefter som kontor för British Railways. Under andra världskriget, fick banhallen skador av bombningar, men blev delvis nytt glas efter kriget. Under 1947 pågick banarbeten vid St. Pancras, tillsammans med förändringar i signalsystemet.  Den 6 oktober 1957 ersattes tre signalställverk med en effektlåda.
Vid bildandet av British Railways 1948, fortsatte de köra tåg till och från St. Pancras. Inkluderade destinationer var bland annat North Woolwich, St Albans och Bedford som alla låg i Londonområdet. Fjärrtåg körde till Glasgow, Leeds, Nottingham, Sheffield och Manchester.
Från 1960 till 1966 elektrifierades West Coast Main Line vilket ledde till att trafiken till och från Manchester gick från St. Pancras. Dessa tåg och de till Glasgow upphörde efter färdigställandet av Euston station och sammanslagningen av dess turer.
På 1960-talet hade St. Pancras setts som det överflödiga, och flera försök gjordes för att stänga stationen och riva hotellet (då känt som St. Pancras Chambers). Dessa försök provocerade en stark och framgångsrik opposition, med den kampanj som hovpoeten John Betjeman ledde. 
Efter sektoriseringen av British Rail 1986 tillhandahölls mainlineturer till East Midlands av InterCity, med förortstrafik till St Albans, Luton och Bedford från Network SouthEast. År 1988 återöppnades Snow Hill-tunneln, och det resulterade till bildandet av bolaget Thameslink som drev pendeltåg på den nya rutten. Stationen fortsatte att trafikeras av tåg från Midland Mainline till Leicester, Nottingham och Sheffield, tillsammans med förortstrafik till Luton och Bedford. Denna trafik utgjorde endast ett fåtal tåg i timmen och gjorde stationen outnyttjad.
Efter privatiseringen av British Rail, hade fjärrtågen från stationen ett franchiseavtal med Midland Mainline, ett järnvägsbolag som ägdes av National Express Group, som startade att trafikera sträckan den 28 april 1996. De få kvarvarande pendeltåg som fortfarande körs till St. Pancras ägs av Thameslink som i sin tur ägs av Govia sedan 2 mars 1997.
Ett antal tåg till och från Leeds började att trafikera stationen, främst på grund av att höghastighetstågsuppsättningar bibehölls där och var redan igång norr om Sheffield. Under 2000-talet gjorde man en omfattande ombyggnad av West Coast Main Line, och då St. Pancras fick än en gång köra direkta och regelbundna InterCity-tåg till Manchester, denna gång via Hope Valley Route (via Dore South Curve) under rubriken Project Rio.

### Ny roll
Den ursprungliga planen för Channel Tunnel Rail Link (CTRL) innebar en tunnel från sydöstra London in till en underjordisk terminal nära King's Cross station. Men planen ändrades, främst beroende på den dåvarande statssekreteraren för miljö, Michael Heseltines önskan för stadsförnyelse i östra London, som ledde till en förändring av den ursprungliga sträckningen, med indragande av rutten från öst istället. Detta öppnade möjligheten att återanvända St. Pancras som slutstation, med åtkomst via North London Line som korsar stationen.
Idén om att använda North London Line avslogs 1994 av dåvarande transportsekreteraren John McGregor. Anledningen var "svår att konstruera och miljöfarlig". Men idén om att använda St. Pancras behölls, istället skulle man bygga 12,5 engelska mil (20 km) nya underjordiska tunnlar via Dagenham och Stratford.
London and Continental Railways (LCR) som skapats vid privatiseringen av British Rail valdes av regeringen 1996 för att rekonstruera St. Pancras, bygga CTRL och att ta över den brittiska andelen av Eurostar. LCR hade ägt St Pancras sedan privatiseringen och längre tänkt att renovera stationen, men ekonomiska svårigheter under 1998 och kollapsen av Railtrack under 2001 satte käppar i hjulet, men LCR sålde aldrig stationen.
För att tillgodose Eurostartåg, och för att ge plats för befintliga tåg till Midlands och de nya turerna till Kent på den nya järnvägsförbindelsen, förlängdes banhallen ett avsevärt långt avstånd norrut med ett nytt tak. Man hade ursprungligen tänkt att stationen skulle ha 13 plattformar i den nya banhallen. East Midlandstågen skulle använda de västra plattformarna, Eurostar de i mitten, tågen till Kent skulle använda de östra plattformarna.

### Ombyggnationen
Strax innan stationen skulle började återkonstrueras, hade de elektriska ledningarna plockats ner som används av pendeltågen. Som en följd av detta fick samtliga pendeltåg från Bedford och Luton istället omdirigeras till King's Cross Thameslink och Thameslink upphörde för ett tag att trafikera St. Pancras.
I början av 2004 började man förlänga den östra sidan av banhallen och då var banhallen stängd för tåg. Från den 12 april fick Midlandstågen stanna på en tillfällig station.
Som ett led i byggandet av den västra sidan av banhallen, konstruerades en underjordisk station för Thameslink. För att bygga spåren var tunneln mellan King's Cross Thameslink och Kentish Town stängd mellan 11 september 2004 och 15 maj 2005. Turer norrut från Thameslink slutade vid den tillfälliga stationen där även Midlandstågen slutade medan tåg från söder slutade vid King's Cross Thameslink.
Efter att man var färdig med tunnelarbetet återgick Thameslink till sin vanliga rutt. Eftersom den underjordiska stationen än så länge bara var betongskal och kunde inte ta emot passagerare stannade inte tågen vid St. Pancras.
I mitten av 2006 var västra sidan av banhallen klar, och Midlandstågen flyttades från den tillfälliga stationen på östra sidan av stationen till västra sidan av St Pancras. 

### Den internationella stationen invigs

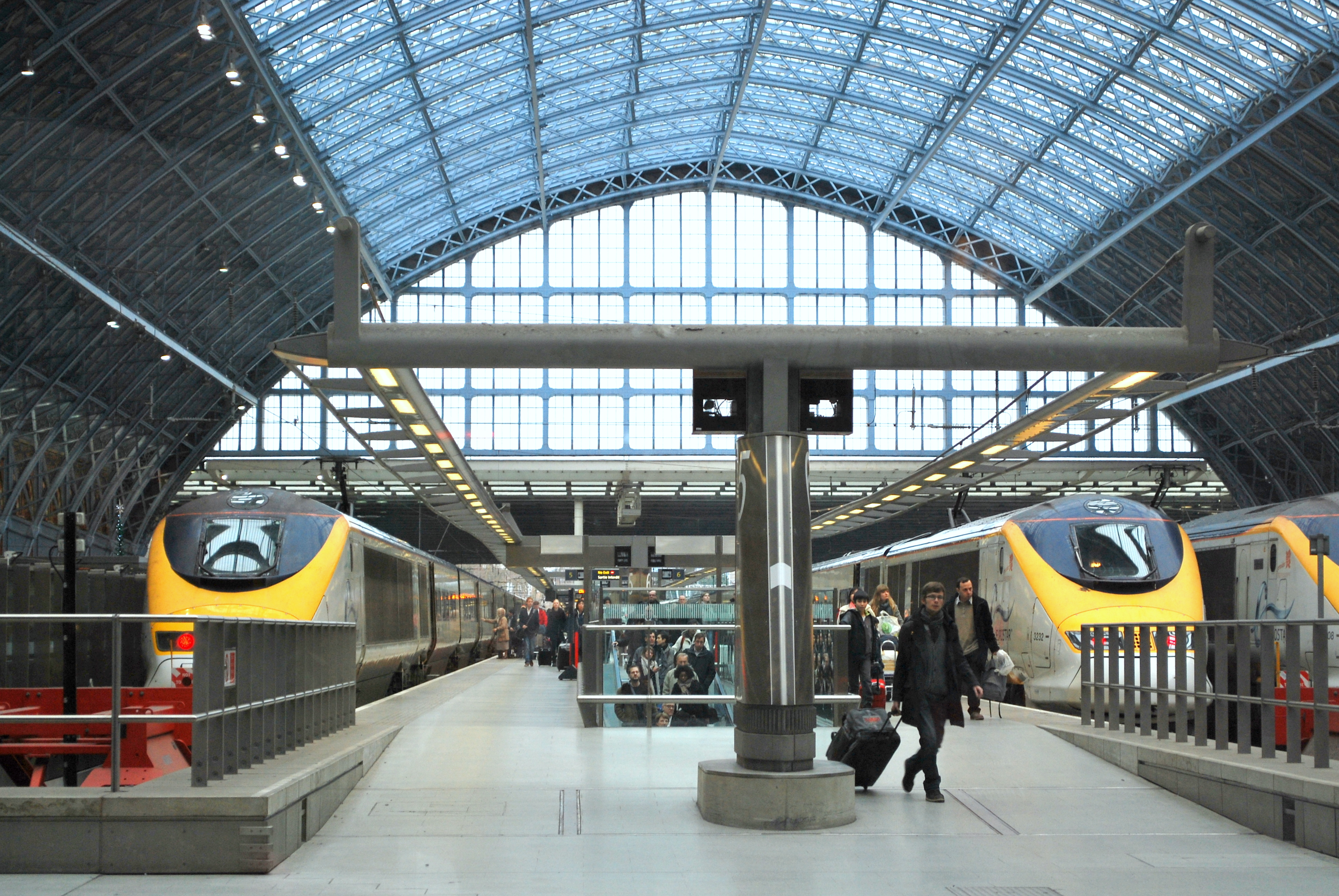
Eurostartåg vid St Pancras International.

I början av november 2007 genomförde Eurostar ett testprogram där 6000 personer från allmänheten testade att checka-in som passagerare, att gå till plattformarna och att stiga på tåget. Första turen gick från Paris Gare du Nord till St Pancras.
St Pancras öppnades officiellt igen som St Pancras International, och High Speed 1 invigdes av Elizabeth II och Prins Philip.
High Speed 1 öppnade för allmänheten med Eurostar den 14 november och samma månad fick East Midlandsturerna en ny franchisetagare, East Midlands Trains.
Den underjordiska stationen som Thameslink till nu bara passerat öppnades den 9 december 2007 och ersatte då King's Cross Thameslink som stängde permanent.

### Anslutning till King's Cross
En gångväg till tunnelbanan vid King's Cross station byggdes under stationen. Den går under Pancras Road från den östra ingången till den nya norra biljetthallen vid tunnelbanestationen King's Cross St. Pancras öppnade i november 2009. Den nya hallen för King's Cross station öppnade i mars 2012. 

### Hotell

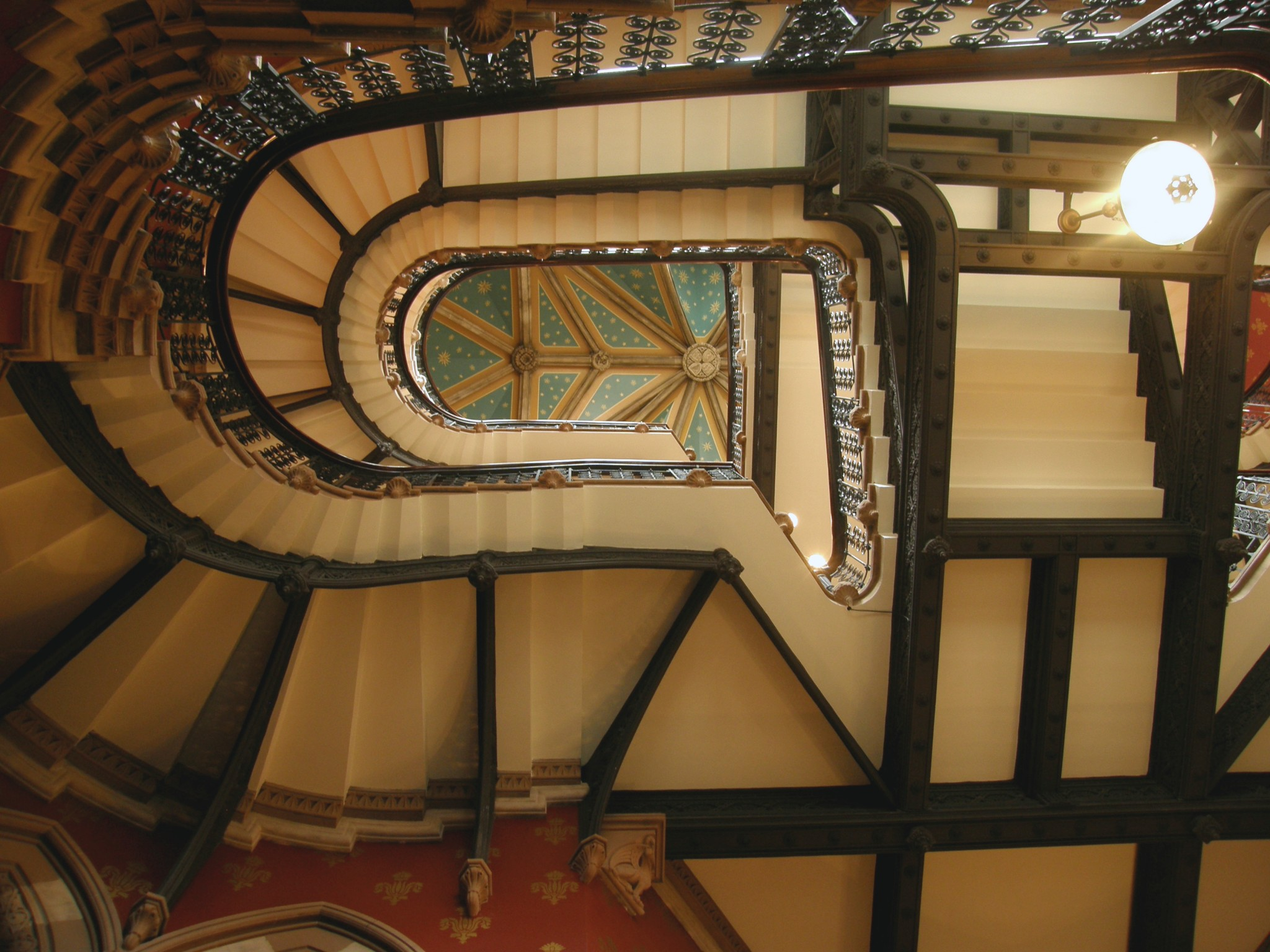
Insidan i St. Pancras Renaissance Hotel.

I stationsbyggnaden finns även St. Pancras Renaissance London Hotel som nyöppnade 2011 efter omfattande renoverings- och konserveringsarbeten. Byggnaden bevarar mycket av det berömda lyxhotellet Midland Grand Hotel som ritades av arkitekten George Gilbert Scott och som öppnades 1873 och drevs fram till 1935 då det betraktades som omodernt. Från 1935 fram till ombyggnationen 2011 kallades byggnaden för "St Pancras Chambers" och användes som kontor för British Rail.

## Olyckor
- Den 20 juli 1959 överskred ett lokomotiv en signal och kraschade in i ett signalskåp. Som ett resultat var tågen tvungna att handsignalera in och ut ur St Pancras i flera dagar.[30]

## Turer

### Inrikes

#### East Midlands Trains (Midland Main Line)

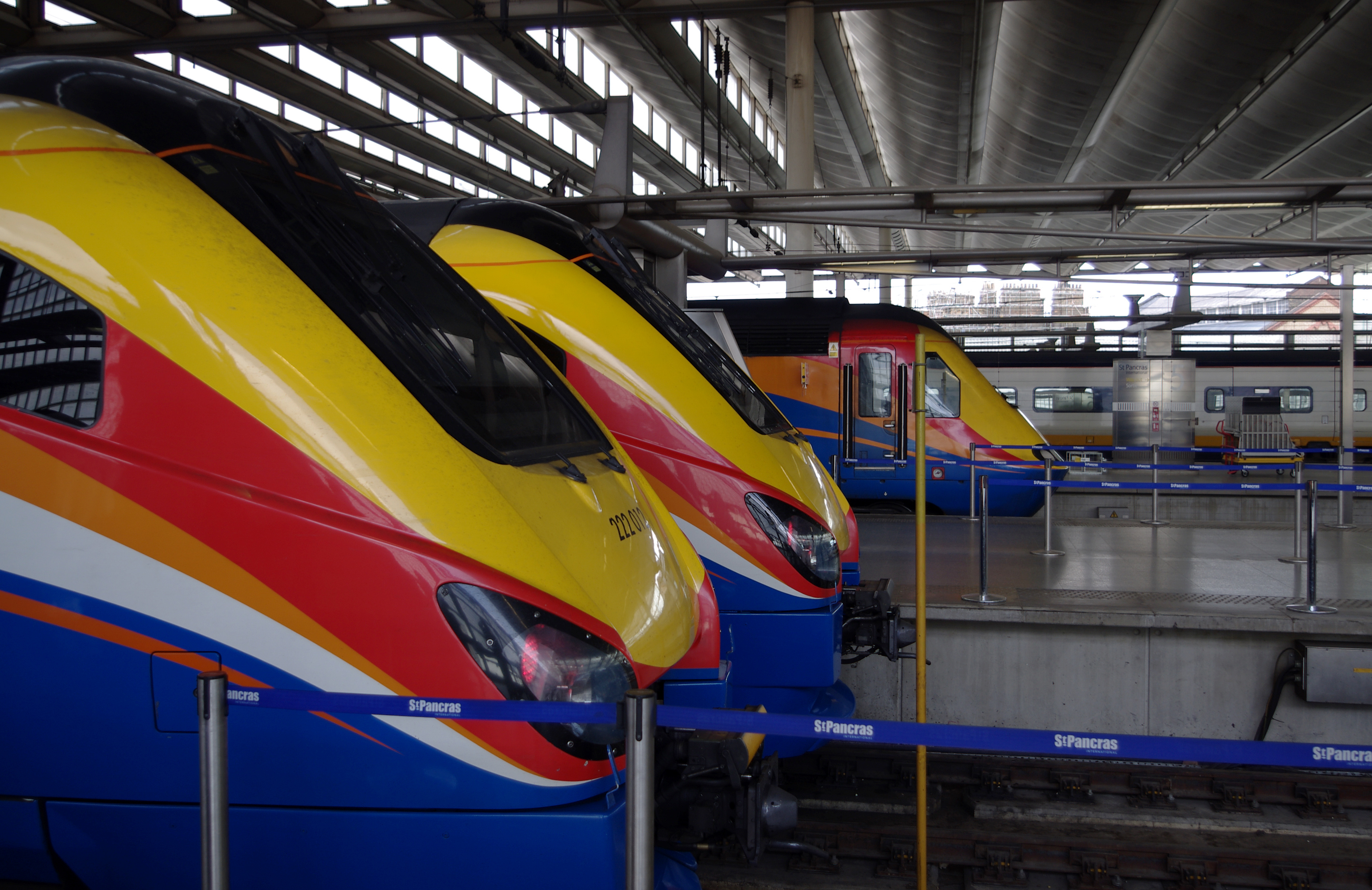
Två stycken Class 222 Meridian dieselmotorvagnar och en Class 43 (HST) dieselmotorvagn som drivs av East Midlands Trains på St. Pancras.

Sedan den 11 november 2007 har plattformarna 1-4 på St. Pancras varit den sydliga ändstationen för tåg från Midland Main Line som drivs av East Midlands Trains till och från East Midlands och Yorkshire inklusive Leicester, Corby, Nottingham, Kettering, Derby och Sheffield. Enstaka tåg går också till Melton Mowbray, Lincoln, Leeds och Scarborough.
| Avgår | Destination | Stannar vid | Class | Restid     |
| ----- | ----------- | --- | ----- | ---------- |
| XX:00 | Corby       | Luton, Bedford, Wellingborough, Kettering                                                                      | MER   | 1 h 10 min |
| XX:15 | Nottingham  | Market Harborough, Leicester, East Midlands Parkway                                                            | HST   | 1 h 40 min |
| XX:26 | Sheffield   | Leicester, Loughborough, East Midlands Parkway, Long Eaton, Derby, Chesterfield                                | MER   | 2 h 15 min |
| XX:29 | Nottingham  | Luton Airport Parkway, Bedford, Wellingborough, Kettering, Market Harborough, Leicester, Loughborough, Beeston | MER   | 1 h 52 min |
| XX:58 | Sheffield   | Leicester, Derby, Chesterfield                                                                                 | MER   | 2 h 1 min  |

- MER=Meridian Train
- HST=High Speed Train

#### Thameslink

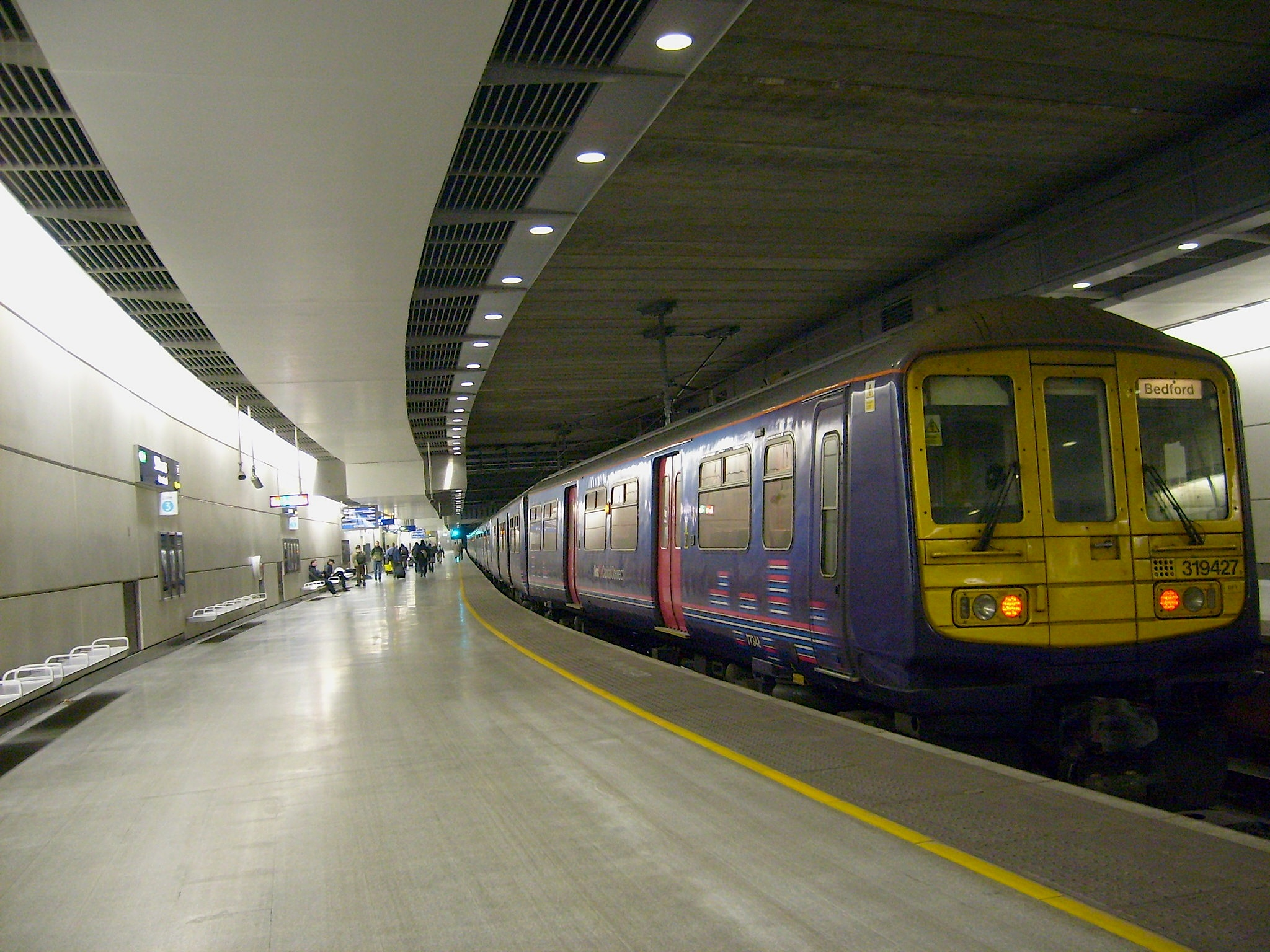
Class 319 på Thameslinks plattformar A & B under markytan.

Den 9 december 2007 som en del av Thameslinkprogrammet, fick St Pancras en ny underjordisk station som ersatte King's Cross Thameslink. I linje med den tidigare stationen är plattformarna benämnda A & B.
Från den underjordiska stationen går det tåg till bland annat Bedford, Luton och St Albans i nordlig riktning samt till Wimbledon, Sutton, East Croydon, Gatwick flygplats och Brighton i sydlig. Thameslinkprogrammet kommer att utöka Thameslinks nätverk från 50 stationer till 172 stycken, med en nybyggd korsning omedelbart norr om stationen för att ansluta till East Coast Main Line strax söder om Finsbury Park.
Efter att en del plattformar på Blackfriars stängts i mars 2009 för renovering, så samkör Thameslink tillsammans med Southeastern.

#### Southeastern (High Speed 1 och Kent Coast)

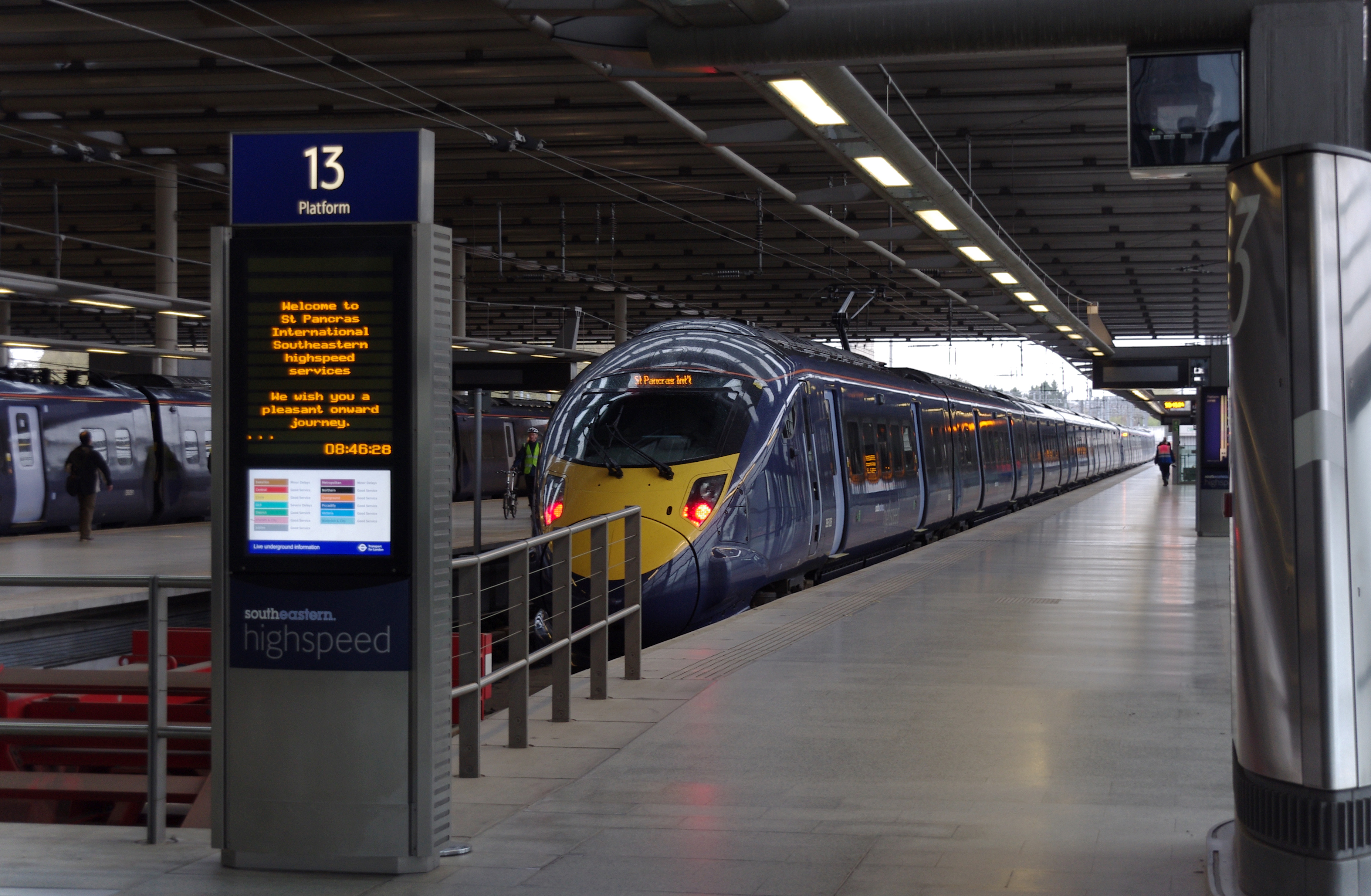
En Class 395 Javelin på St. Pancras International.

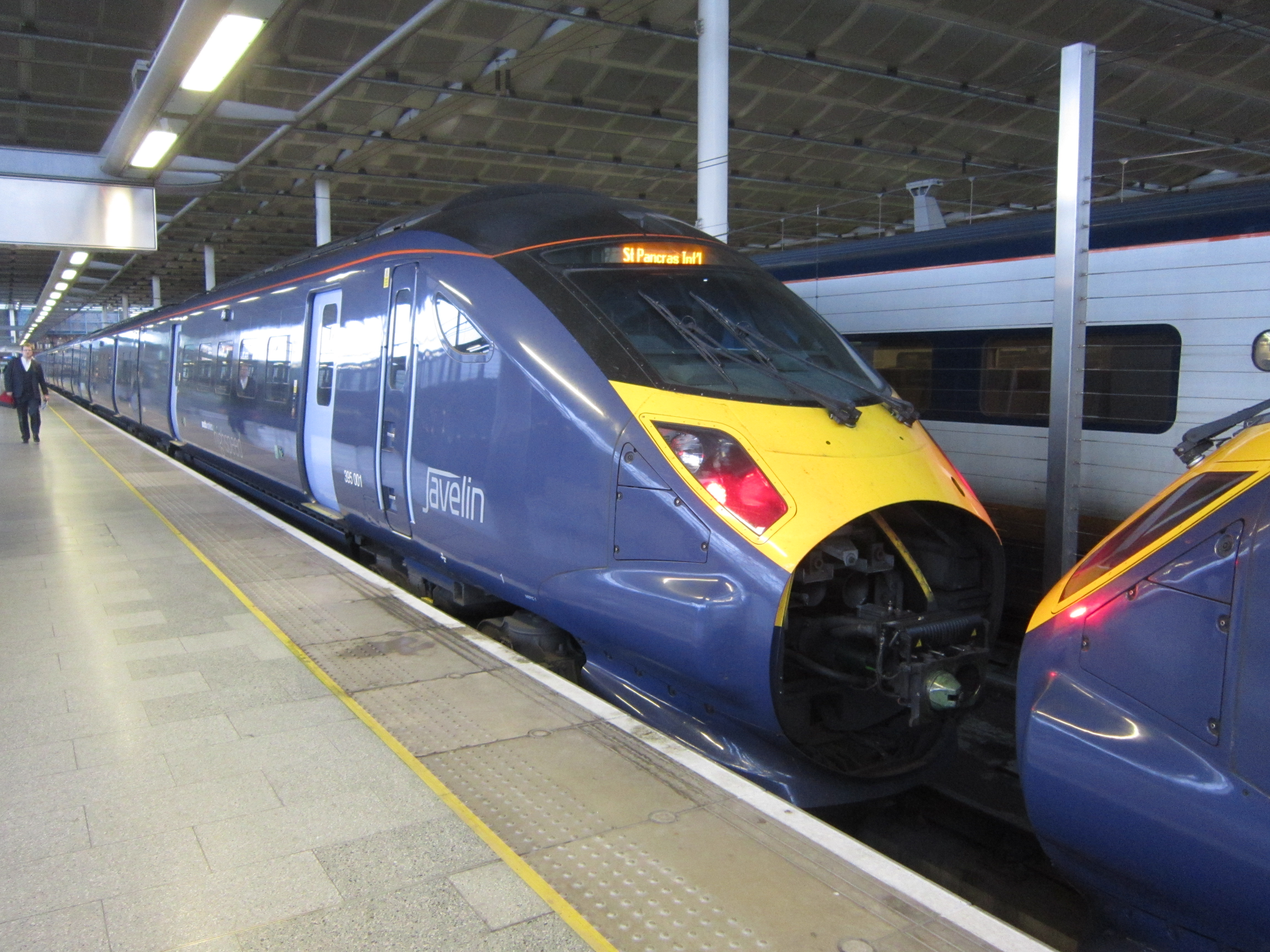
Två sammankopplade tågsätt av Class 395 Javelin.

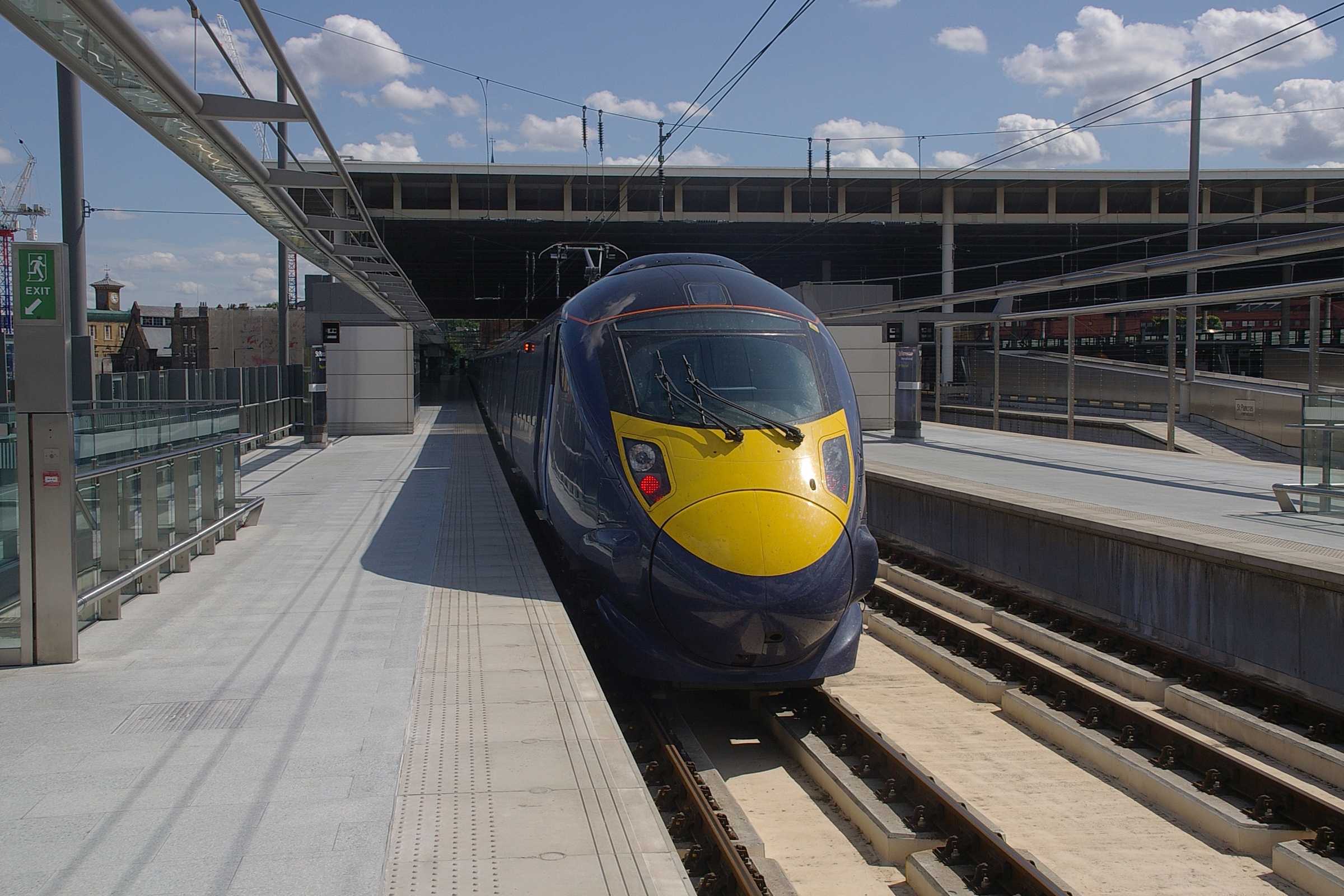
En Class 395 sedd framifrån.

Southeastern kör snabbtåg, Class 395 med hög hastighet på High Speed 1 till Kent och sydöstra England, bland annat till stationerna Faversham, Margate, Ramsgate, Canterbury West, Dover Priory, Folkestone Central, Ashford International och Ebbsfleet International och fler stationer i Kent.
Den första regionala turen med trafik på High Speed 1 kördes den 12 december 2008, men tågen började först trafikera på riktigt den 13 december 2009.

##### Avgångar
| Avgår | Destination  | Stannar vid | Restid     |
| ----- | ------------ | --- | ---------- |
| XX:12 | Dover Priory | Stratford International, Ebbsfleet International, Ashford International, Folkestone West, Folkestone Central                | 1 h 08 min |
| XX:25 | Faversham    | Stratford International, Ebbsfleet International, Gravesend, Strood, Rochester, Chatham, Gillingham, Rainham, Sittingbourne | 1 h 08 min |
| XX:42 | Margate      | Stratford International, Ebbsfleet International, Ashford International, Canterbury West, Ramsgate, Broadstairs             | 1 h 28 min |
| XX:55 | Faversham    | Stratford International, Ebbsfleet International, Gravesend, Strood, Rochester, Chatham, Gillingham, Rainham, Sittingbourne | 1 h 08 min |

##### Ankomster
| Ankommer | Destination  | Stannar vid | Restid     |
| -------- | ------------ | --- | ---------- |
| XX:28    | Faversham    | Sittingbourne, Rainham, Gillingham, Chatham, Rochester, Strood, Gravesend, Ebbsfleet International, Stratford International | 1 h 11 min |
| XX:44    | Dover Priory | Folkestone Central, Folkestone West, Ashford International, Ebbsfleet International, Stratford International                | 1 h 07 min |
| XX:53    | Margate      | Broadstairs, Ramsgate, Canterbury West, Ashford International, Ebbsfleet International, Stratford International             | 1 h 28 min |
| XX:58    | Faversham    | Sittingbourne, Rainham, Gillingham, Chatham, Rochester, Strood, Gravesend, Ebbsfleet International, Stratford International | 1 h 11 min |

#### Javelin
Under Sommar-OS 2012 i London, var St Pancras slutstation för Olympic Javelin, en sjuminuters tur mellan centrala London och Stratford International station för Olympic Park.

### Internationella

#### Eurostar (High Speed 1)

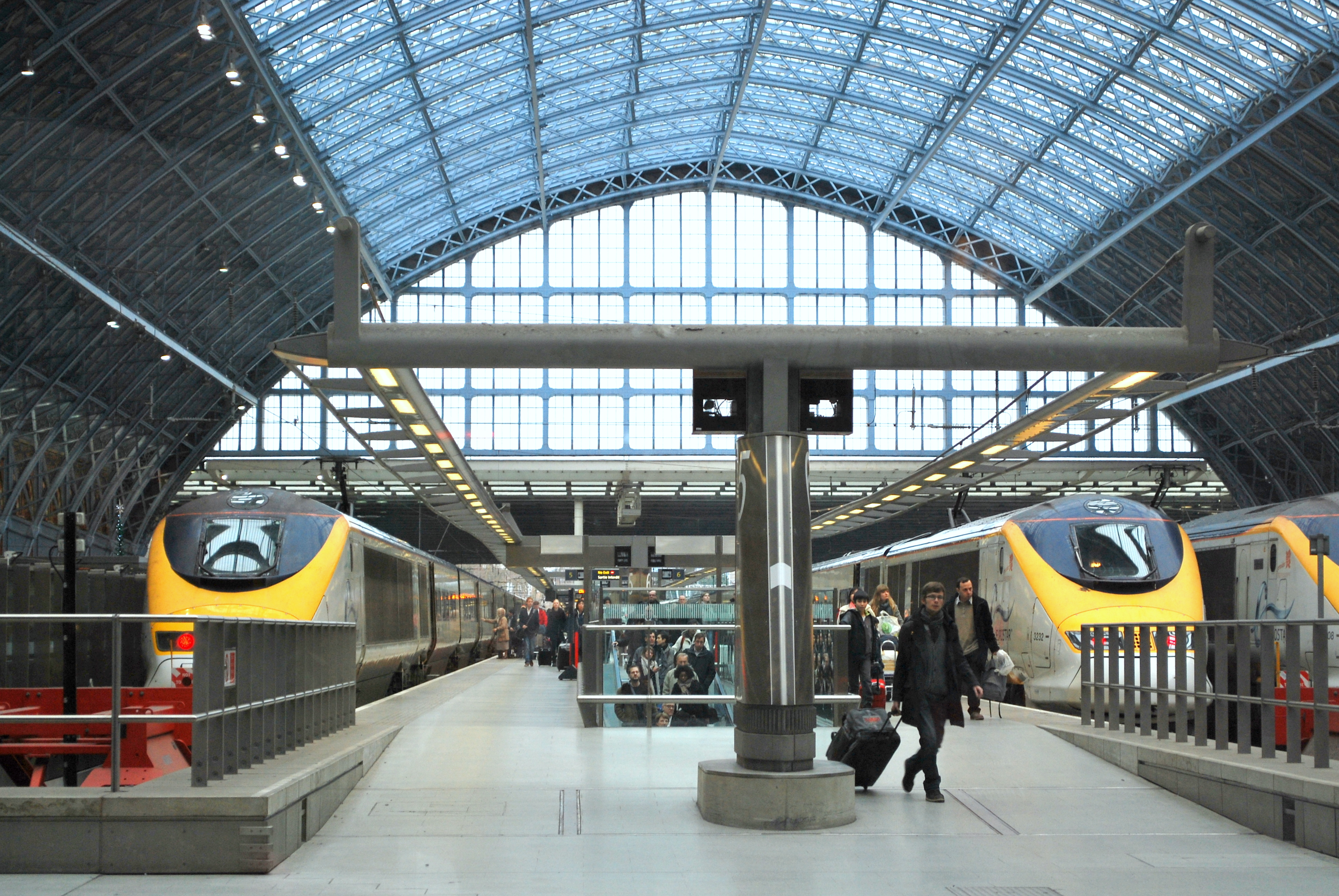
Två stycken tåg från Eurostar på St. Pancras International.

Sjutton par tåg går till och från Paris Gare du Nord varje dag, tio par tåg till och från Bruxelles-Midi/Brussel-Zuid för Bryssel och ett tåg till och från Marne-la-Vallée för Disneyland Resort Paris. Extra turer går till Paris på fredagar och söndagar, med en reducerad tur till Bryssel på helgerna. Ytterligare går vissa tåg i säsong till de franska alperna under skidsäsongen och till Marseille via Lyon och Avignon på sommaren.
Tågen stannar innan de kommer fram till Paris eller Bryssel på fyra mellanstationer (Ebbsfleet International, Ashford International, Calais-Fréthun och Lille-Europe), med vissa undantag då tågen går non-stop. Tåg som inte stannar på några av mellanstationerna tar 2 timmar 15 minuter till Paris, och strax under 1 timme 50 minuter till Bryssel, andra tåg tar 5 eller 10 minuter längre beroende på om de stannar på en eller två stationer. Trots sitt namn stannar inga internationella tåg på Stratford International.